# Степные Енали
Степны́е Енали́ (тат. Кыр Әнәлесе) — деревня в Буинском районе Республики Татарстан, в составе Кайбицкого сельского поселения.

## География
Деревня находится на левом притоке реки Свияга, в 10 км к северо-западу от районного центра, города Буинска.

## История
Основание деревни Степные Енали (также была известна под названием Починки) относят ко второй половине XVII века.
В сословном отношении, вплоть до 1860-х годов жителей деревни причисляли к государственным крестьянам. Их основными занятиями в то время были земледелие, скотоводство.
По сведениям из первоисточников, в начале XX столетия в деревне действовала мечеть.
С 1930 года в деревне работали коллективные сельскохозяйственные предприятия, с 2004 года — сельскохозяйственные предприятия в форме ООО.
Административно, до 1920 года деревня относилась к Тетюшскому уезду Казанской губернии, с 1920 года — к кантонам ТАССР, с 1930 года – к Буинскому району Татарстана.

## Население
| 2015 |
| ---- |
| 74   |

По данным переписей, население деревни увеличивалось с 47 душ мужского пола в 1782 году до 359 человек в 1938 году. В последующие годы численность населения деревни уменьшалась и в 2015 году составила 74 человека.
| 2015 |
| ---- |
| 74   |

Национальный состав
Согласно результатам переписи 2002 года, в национальной структуре населения села татары составляли 98% из 113 человек.

## Экономика
Жители работают преимущественно в ООО «Агронур», ООО «Ак Барс Буинск», занимаются полеводством, мясным скотоводством.

## Социальные объекты
В деревне действует фельдшерско-акушерский пункт.

## Религиозные объекты
Мечеть (с 1998 года).